# Koriak Upaiga
Koriak Upaiga (Mount Hagen, 13 giugno 1987) è un calciatore papuano, difensore del Marist.

## Carriera

### Club
Dal 2010 al 2012 giocato nella massima serie papuana con l'Hekari United, quindi nel 2012 si è trasferito in Australia venendo acquistato dal Sunshine Coast, squadra di seconda divisione; in seguito torna in patria e, nel 2016, va a giocare nella prima divisione delle Isole Salomone.

### Nazionale
Nel 2011 ha esordito con la Nazionale papuana giocando partite valevoli per i Giochi del Pacifico oppure per le qualificazioni ai Mondiali 2014.

## Palmarès

### Club

#### Competizioni nazionali
- Campionato di calcio della Papua Nuova Guinea: 3

Hekari United: 2010-2011, 2011-2012, 2013-2014
- Telekom National Club Championship: 1

Marist: 2016-2017